# Coll (Hébrides intérieures)
Pour les articles homonymes, voir Coll.
Coll, en gaélique écossais Cola, est une île du Royaume-Uni située en Écosse, à l'ouest de l'île de Mull, dans la mer des Hébrides. Coll est connue pour ses plages de sable qui abritent de grandes dunes, pour ses râles des genêts et pour le château de Breachacha.

## Géographie

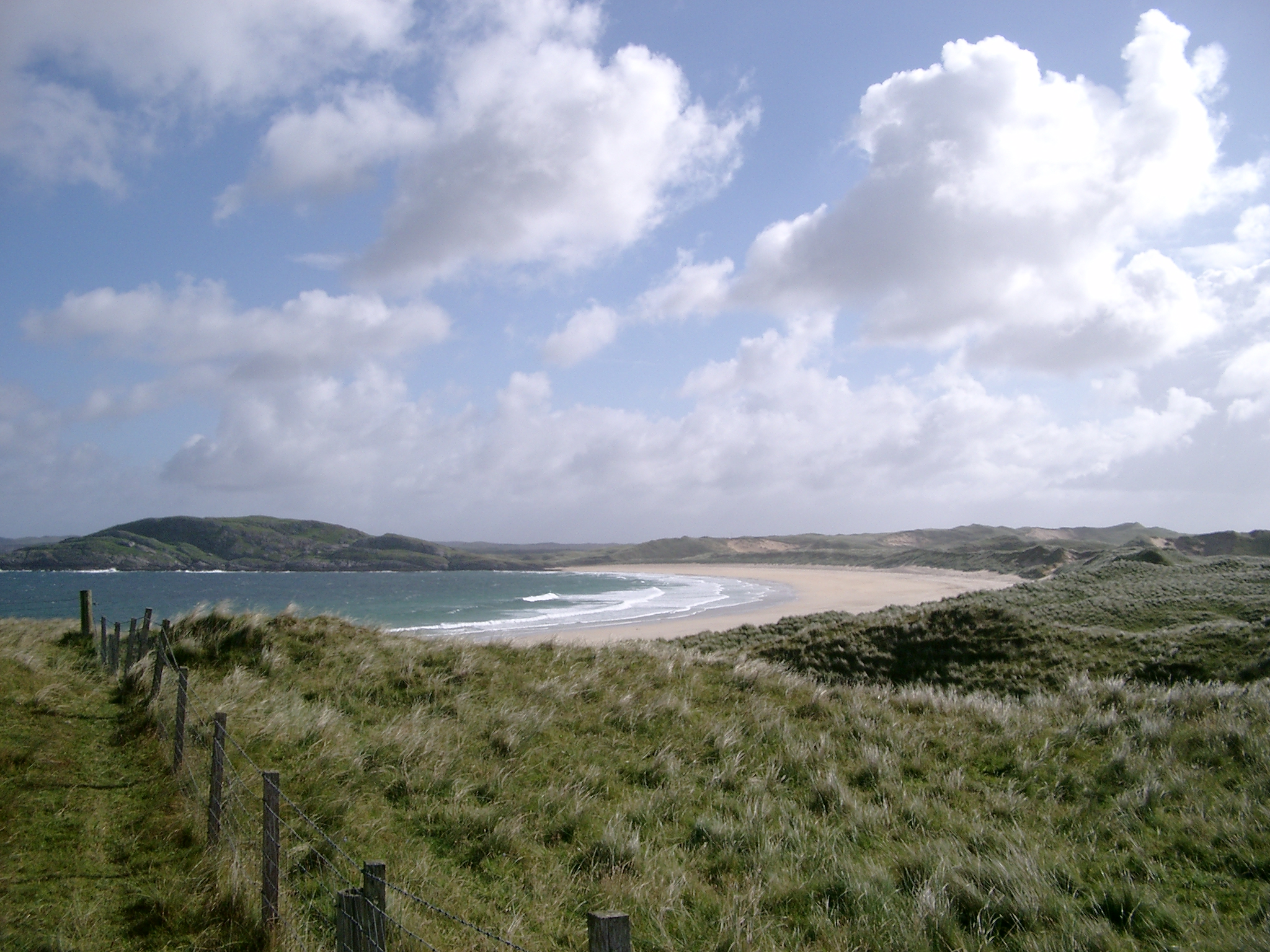
Plage de Coll.

Coll est une île d'environ 21 kilomètres de longueur pour 5 kilomètres de largeur. Elle a une population de 164 habitants. Le plus grand village de l'île, Arinagour, est desservi par les ferries de la compagnie Caledonian MacBrayne.
Les plages de sable de Coll abritent de grandes dunes.
Il existe une vaste réserve de la Royal Society for the Protection of Birds à l'extrémité occidentale de l'île. L'île abrite de rares spécimens de râles des genêts dont la pratique de l'agriculture traditionnelle a permis la survie.

## Histoire

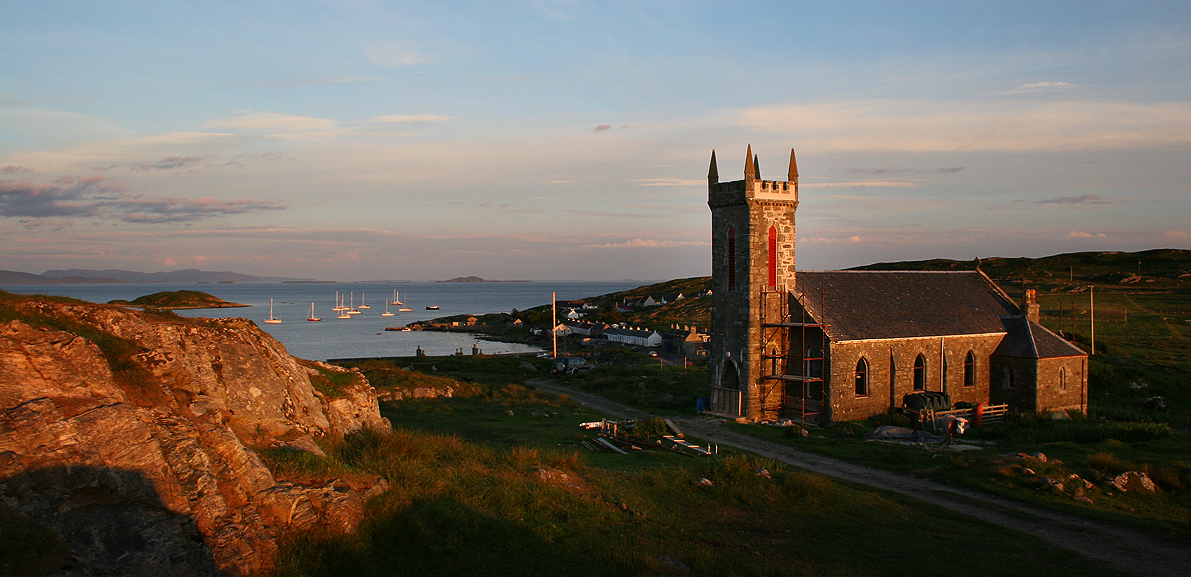
Vue d'Arinagour.

Coll est l'île de résidence d'une branche du clan Maclean durant 500 ans mais il y eut certains conflits. En 1590, les McLean de Duart, principal sept du clan McLean, envahissent leurs cousins de Coll afin de conquérir l'île. Une bataille se déclenche au château de Breachacha durant laquelle les McLean de Coll coupent les têtes des Duart et les jettent dans le ruisseau, resté connu sous le nom du « ruisseau des têtes ».
Les McLean de Coll conservent leur fief et le château jusqu'en 1848 quand Alexander Maclean de Coll émigre vers la province sud-africaine du KwaZulu-Natal où il meurt.
Le château de Breachacha, sur la côte méridionale de l'île, date du XVe siècle. Il est restauré par le Project Trust, une organisation bénévole. Un manoir du XVIIIe siècle est situé près du château.
La population de Coll était bien plus importante dans le passé. À la fin du XVIIIe siècle, l'île compte environ mille habitants vivant de l'agriculture et de la pêche. Durant les Highland Clearances, une migration forcée des populations écossaises entre les années 1830 et 1840, la moitié de la population émigre, la plupart vers l'Australie, le Canada et l'Afrique du Sud.